# Terminal punt de venda

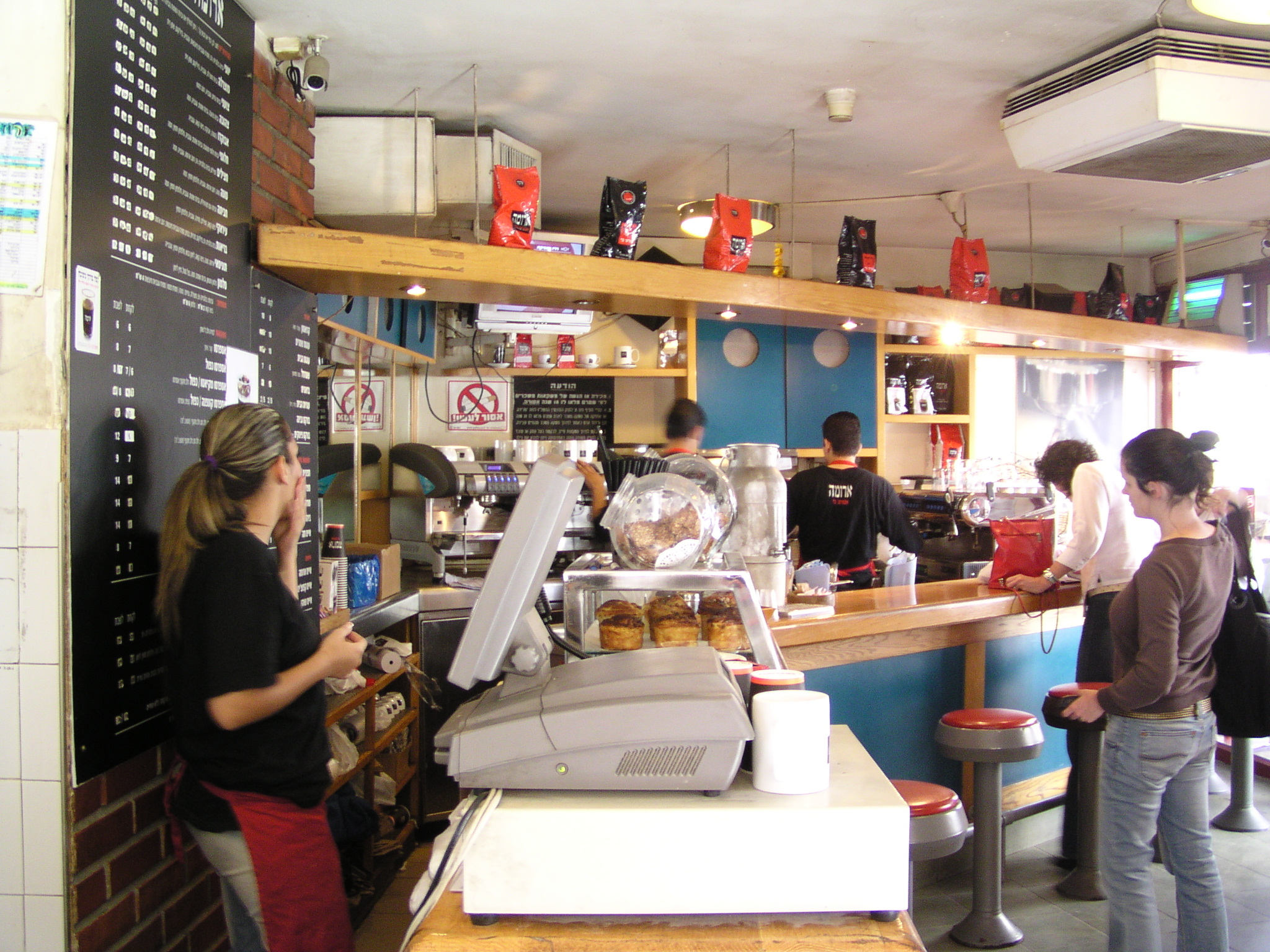
TPV a un negoci de Jerusalem.

 TPV  és l'acrònim de  terminal punt de venda  (en anglès POS terminal o Point of sal). Fa referència al dispositiu i les tecnologies que ajuden en la tasques de gestió d'un establiment comercial de venda al públic.

## Accepcions
TPV té diverses accepcions. A Espanya, en l'àmbit del petit comerç, la més freqüent és l'equivalent a «datàfon».
1. Un terminal punt de venda és un sistema informàtic (POS) o electrònic micro computeritzat (ECR) que gestiona el procés de venda mitjançant una interfície accessible per als venedors. Un únic sistema informàtic o electrònic permet la creació i impressió del rebut tiquet o factura de venda-amb els detalls de les referències i preus-dels articles venuts, actualitza els canvis en el nivell d'existències de mercaderies (STOCK) a la base de dades i en alguns casos com el gran comerç permet l'autorització per al pagament amb targetes de crèdit que posteriorment és transferida a les entitats bancàries.
2. Se sol emprar el terme TPV per a referir-se a una part del terminal punt de venda, o al conjunt de CPU i pantalla, o la caixa registradora, fins i tot algunes vegades només al programari.
3. També es coneix com a TPV als datàfons proporcionats per entitats bancàries o caixes, que permeten el cobrament a distància (per xarxa telefònica, GSM o GPRS) mitjançant targeta de crèdit o dèbit a la botiga. Els datàfons compten amb un teclat i un lector de targetes, un petit programari de comunicació, a més del programari existent al servidor amb el qual comunica. En casos puntuals aquests poden ser substituïts per un lector de targetes de banda magnètica en el mateix TPV juntament amb el programa sota llicència i protocol de comunicació del banc per gestionar les transaccions.
4. Es denomina «TPV virtual» als sistemes que bancs o caixes d'estalvis utilitzen perquè transaccions a través d'Internet siguin segures, normalment en botigues "on line".

## Terminal o TPV
El sistema es compon d'una part maquinari (dispositius físics) i una altra programari (sistema operatiu i programa de gestió).

### Programari
El  TPV  té el seu programa de gestió o programari. Pot ser:
- A mida: Contenen programari específic per a una única empresa. Solen ser molt més cars i les modificacions o actualitzacions van sempre lligades a la disponibilitat de l'empresa que desenvolupa aquest programari.
- Comercials: Dins d'aquest grup poden estar predefinits per a botigues de roba, hostaleria, ferreteria, farmàcia, videoclubs o TPV de caràcter general. Solen estar dissenyats per a un establiment tipus del sector al qual va dirigit i no admet canvis específics. Solen ser més bastant més econòmics.
- Específics: Algunes empreses fabricants de TPV desenvolupen un programari específic per a un tipus de negoci en concret. Per exemple els TPV per a l'hostaleria que treballen en ambients molt hostils. Aquest programari pot anar juntament amb un sistema operatiu propi del fabricant encastat en la mateixa memòria del terminal (no tenen discs durs ni treballen amb sistemes operatius com els PC) o bé instal·lats al disc dur del terminal, com qualsevol altre PC. Aquest tipus de programari compta amb múltiples opcions de configuració en funció de les necessitats d'un client concret, sempre que treballi dins d'aquest sector en concret.

Dins del programari per a hostaleria s'ha de tenir especial cura, ja que el mateix programari per a un establiment de fast-food NO SERVEIX per a un establiment de servei de taules.
La complexitat del programari per a un establiment de servei de taules o un hotel és altament superior al d'un fast-food, sent en molts casos impossible la modificació del programari per adaptar-lo.

### Hardware
Els tipus de TPV actual són:
 * Compacte:  Es tracta dels equips més moderns que integren tots els elements necessaris en el terminal en un sol aparell. És a dir integren la CPU, la impressora, la pantalla i el teclat en una sola màquina. Solen integrar pantalles tàctils encara que permeten la connexió d'altres interfícies d'usuari i perifèrics, com teclats, calaix portamonedes, etc. Poden semblar un PC normal, però normalment solen ser una caixa reduïda que ocupi poc espai i normalment es troba sobre del calaix portamonedes. Els components interns són semblants als d'un PC normal, encara que els terminals moderns eliminen elements mecànics com el disc dur aconseguint més fiabilitat i menor consum del terminal. A més aquests equips solen patir menys avaries provocades per la desconnexió dels diversos cables que en els TPV modulars connecten els diferents elements que componen el TPV. Antigament la tasca de les CPU la realitzava una memòria amb un programa i una memòria de treball en una caixa registradora.
 * Modular:  Solen ser màquines basades en un PC normal amb un programari instal·lat en un sistema operatiu convencional. Tots els components del TPV es connecten a un CPU a través dels seus diferents cables i interfícies. Permeten l'ús de múltiples components de diferents fabricants i l'ús del TPV per a altres funcions típiques en un PC. Tenen una gran versatilitat, ja que es poden utilitzar per diversos tipus de negoci en funció del programari instal·lat en el terminal.
Els elements que habitualment componen aquest tipus tan estès de TPV Modular, són els que es descriuen a continuació:
- Monitor. Pot ser un monitor normal de PC o un que incorpori un sistema tàctil (al clicar amb el dit o punter emula el "clic" del ratolí) que evita la utilització de ratolí i agilita les tasques de gestió de cobrament al permetre a l'usuari gestionar més fàcilment els menús. Hi ha molts fabricants de pantalles tàctils i diferències importants en el preu, la qualitat, la tecnologia utilitzada i la vida mitjana d'aquesta interfície.
- Teclat. Pot ser un teclat de PC normal o un de reduïdes dimensions per estalviar espai. Encara que l'ideal és disposar de teclats específics per TPV configurables (programables) amb accessos directes i possibilitat d'incorporar imatges o símbols a aquestes tecles.
- Impressora de tiquets. Serveix per expedir el rebut o resguard de compra al client. Aquestes petites impressores poden ser matricials, tèrmiques i de tinta (poc usuals). Les matricials són les més lentes i més econòmiques; utilitzen una cinta de tinta. No obstant això permeten obtenir una còpia del resguard mitjançant calc, ja que la impressió es realitza per impacte. Les tèrmiques són més ràpides i versàtils, utilitzar un rotllo de paper tèrmic i permeten la impressió de gràfics (logotips). El bitllet es pot deteriorar amb el pas del temps si es troba exposat a temperatures elevades, sempre en funció de la qualitat del paper. Hi ha múltiples tipus d'impressores de tiquet/factura, facturadotas (slip-printer), amb doble impremta, o fins i tot impressores que tenen en compte totes aquestes funcions alhora. Per al sector de l'hostaleria hi ha impressores específiques per a l'enviament de comandes a la cuina. En compliment de normatives de sanitat alguns fabricants utilitzen carcasses d'acer inoxidable. Aquestes impressores de cuina solen compten moltes vegades amb avisadors acústics que indiquen l'entrada d'una comanda al personal de la cuina. També hi ha impressores intel·ligents que poden treballar de diferent forma en funció de les necessitats d'un negoci en especial.
- Calaix portamonedes. Els calaixos portamonedes més usuals es connecten a un port de tipus RJ11, que incorpora la mateixa impressora de tiquets, el calaix s'obre automàticament (sense necessitat de clau) en el moment del cobrament. Un altre model de calaix és el connectat a través d'un port sèrie directament a la CPU i s'obre al rebre un impuls per aquesta connexió o manualment amb la clau. Hi ha calaixos portamonedes de seguretat, més propers a una caixa forta. Tenen elevats gruixos en les seves carcasses d'acer i compten amb gavetes extraïbles per fer entrades i sortides de canvi d'efectiu. Calaixos verticals per a espais reduïts o fins i tot terminals per a control d'efectiu on el caixer no toca mai els diners sent el client el que realitza el pagament directament en el terminal i aquest qui realitza el còmput de l'entregat i la devolució del canvi.

 Altres elements de què disposa una TPV clàssica són: 
- Lector de codi de barres. Dispositiu que interpreta els símbols del codi de barres (usualment EAN, UPC, Codabar, Code 39 o GS1-128) que el fabricant imprimeix en l'etiqueta dels productes. El codi de barres sol ser una sèrie de dígits o caràcters que representen unívocament un producte. L'única funció del lector és transcriure aquest codi com si fos teclejat pel caixer, evitar possibles errors en teclejar més de reduir significativament el temps emprat pel venedor. A més, el sistema disposa d'una base de dades que identifica aquest codi amb l'article, la seva descripció, el seu preu i altres característiques rellevants. Hi ha codis de barres variables que a més d'identificar el producte incorporen informació addicional. Per exemple el pes que registra una balança. Una part del codi serveix per a la identificar el producte i l'altra indica la quantitat. És molt habitual trobar aquests codis de barres variables en grans superfícies on els productes venuts a granel són pesats en balances dissenyades per a l'autoservei.
- Pantalla o visor electrònic del TPV. Pantalla de visualització de dades on el client pot veure el resultat de l'operació de venda o una altra informació addicional abans d'imprimir el tiquet. Solen tenir dos files de 20 caràcters i solen ser de tipus: LCD, VDF (retro il·luminat) o gràfics (mitjançant punts i no caràcters). En l'actualitat alguns fabricants utilitzen petites pantalles TFT com visors per al client, on a més de la informació per l'usuari en el moment de la venda, es poden mostrar gràfics amb ofertes, suggeriments de plats, etc
- Lector de banda magnètica. Dispositiu que és capaç de transcriure la informació continguda a la banda magnètica d'una targeta plàstica (normalment la targeta de crèdit o dèbit dels bancs) per fer una transacció bancària en la venda o per a identificar una persona, ja sigui per a accés a determinades zones o per fidelització de clients, per exemple, en videoclubs o gimnasos. Encara que es tracta d'una tecnologia cada vegada més en desús, molts TPV incorporen aquest tipus de dispositiu. En la majoria de casos es limita a la utilització per a la identificació de l'usuari (caixer) o per sistemes de punts de client o fideliación. Només en grans superfícies podem trobar TPV connectats a un servidor que realitza les transaccions periòdicament a les entitats bancàries sota els seus protocols i autorització. Els diferents protocols de comunicació utilitzats pels bancs i sistemes de targeta bancària, dificulten l'ús d'aquest lector per al petit comerç, obligant a aquest tipus de negoci a recórrer als clàssics datàfons.

Altres elements que es poden trobar en un sistema TPV:
-Lector RFID. (El més utilitzat en l'actualitat)
-Lector de targetes amb xip de contacte. (Cada vegada més en desús)
-Biometria. (Recursos d'identificació provinents del sector de la seguretat)
-Impressora d'etiquetes. (Completa el sistema de magatzem imprimint codis propis)
-Impressores d'etiquetes RFID. (Grafisme de la targeta)
-Telecomandament. (Terminals de mà o Handy's que permeten el registre a distància)
-Memòria fiscal. (Memòria dedicada a l'emmagatzematge de transaccions per al fisc)

## Datàfon
El nom datàfon, mal anomenat  TPV, es dona a l'equip que s'instal·la en els establiments comercials, empreses de serveis, bancs, hotels, línies aèries ..., perquè aquests puguin realitzar transaccions electròniques amb les targetes de crèdit o dèbit dels bancs.
L'antecedent de l'ús d'aquests equips es remunta als anys 1970. En l'actualitat aquestes terminals poden ser també sense fils i el seu ús està àmpliament estès en tota classe d'establiments: restaurants, gasolineres, etc., perquè agilitza les operacions de venda i proporciona seguretat tant a clients com a prestadors de serveis. S'ha desenvolupat  programari  d'acord amb les necessitats de cada tipus de comerç i contínuament sorgeixen actualitzacions tant de  maquinari  com de  programari.